# Rinat Biljaletdinov
Rinat Sajarovič Biljaletdinov (rusky Ринат Саярович Билялетдинов; * 17. srpna 1957 Moskva) je ruský fotbalový trenér a bývalý sovětský a ruský fotbalový záložník tatarského původu.
Jeho starší syn Marat (* 10. února 1984 Moskva) hrál také profesionálně, mladší syn Dinijar (* 27. února 1985 Moskva) byl ruským reprezentantem (2005–2012).

## Hráčská kariéra
S fotbalem začínal v moskevském Sajuzu. V roce 1976 byl hráčem CSKA Moskva, hrál však pouze za B-mužstvo. Od roku 1981 hrál v Kostromě za místní Spartak třetí (1978–1980) a druhou (1981) nejvyšší soutěž. Druhou ligu hrál i v Lokomotivu Moskva (1982–1985) a Jaroslavli (1986–1991).
Nejvyšší soutěž okusil až v rámci samostatného Ruska v ročníku 1992. V sezoně 1992/93 hrál malou kopanou za Fenix Čeljabinsk. Po druholigovém angažmá v Orechově-Zujevu (1993) zamířil na Moravu do klubu SK UNEX Uničov, kde odehrál dvě sezony v MSFL. Po návratu do vlasti hrál nižší soutěže za Podšipnik Moskva, kde v roce 1997 uzavřel hráčskou kariéru.

### Ligová bilance
| Ročník                  | Zápasy | Góly | Minuty | Klub                     |
| ----------------------- | ------ | ---- | ------ | ------------------------ |
| III. liga SSSR 1978     | 11     | 1    | –      | Spartak Kostroma         |
| III. liga SSSR 1979     | 40     | 10   | –      | Spartak Kostroma         |
| III. liga SSSR 1980     | 34     | 1    | –      | Spartak Kostroma         |
| II. liga SSSR 1981      | 44     | 1    | –      | Spartak Kostroma         |
| II. liga SSSR 1982      | 33     | 5    | –      | Lokomotiv Moskva         |
| II. liga SSSR 1983      | 32     | 2    | –      | Lokomotiv Moskva         |
| II. liga SSSR 1984      | 35     | 2    | –      | Lokomotiv Moskva         |
| II. liga SSSR 1985      | 10     | 0    | –      | Lokomotiv Moskva         |
| II. liga SSSR 1986      | 46     | 6    | –      | Šinnik Jaroslavl         |
| II. liga SSSR 1987      | 39     | 4    | –      | Šinnik Jaroslavl         |
| II. liga SSSR 1988      | 38     | 1    | –      | Šinnik Jaroslavl         |
| II. liga SSSR 1989      | 39     | 3    | –      | Šinnik Jaroslavl         |
| II. liga SSSR 1990      | 36     | 2    | –      | Šinnik Jaroslavl         |
| II. liga SSSR 1991      | 28     | 0    | –      | Šinnik Jaroslavl         |
| I. ruská liga 1992      | 13     | 0    | –      | Šinnik Jaroslavl         |
| II. ruská liga 1993     | 23     | 2    | –      | Orechovo Orechovo-Zujevo |
| MSFL 1993/94            | –      | 2    | –      | UNEX Uničov              |
| MSFL 1994/95            | –      | 0    | –      | UNEX Uničov              |
| CELKEM I. LIGA          | 13     | 0    | –      |                          |
| CELKEM II. LIGA         | 403    | 27   | –      |                          |
| CELKEM III. LIGA        | 85     | 12   | –      |                          |
| CELKEM III. LIGA – MSFL | –      | 2    | –      |                          |

## Trenérská kariéra
Začínal v roce 1997 u mužstva „MIFI“ (zkratka pro Moskevský inženýrsko-fyzikální institut). Od května 2004 do roku 2010 vedl B-mužstvo Lokomotivu Moskva, necelý měsíc (13. listopadu 2007 – 5. prosince 2007) byl i trenérem A-mužstva. Od ledna 2014 do září 2015 trénoval FK Rubin Kazaň.